# 呼為卿
呼為卿（？—？），字相之，號清泉，遼東定遼左衛軍籍，山東黃縣人，明朝政治人物。

## 生平
嘉靖二十二年（1543年）癸卯科順天府鄉試第八十七名。嘉靖三十二年，登進士第三甲第一百一十七名進士。都察院观政，授陕西朝邑知县，升户部主事。

## 家族
曾祖呼綱；祖父呼政；父呼信，母解氏。兄为臣、福禎。